# Против Апион
Против Апион или Срещу Апион (на латински: Contra Apionem) е полемичен текст на Йосиф Флавий срещу Апионовите възгледи. В него той защитава юдаизма като традиционна религия и философия, подчертавайки нейната древност, в сравнение с гръцката философия. Текстът цитира „Юдейски древности“, поради което се датира в годините след 94 година.